# شهرستان کامنسکی (استان روستوف)
شهرستان کامنسکی (به لاتین: Kamensky District) یک شهرستان در روسیه است که در استان روستوف واقع شده‌است.